# マツダオート名古屋硬式野球部
マツダオート名古屋硬式野球部（マツダオートなごやこうしきやきゅうぶ）は、愛知県名古屋市に本拠地を置き、日本野球連盟に加盟していた社会人野球の企業チームである。1967年に解散した。
運営母体は、自動車メーカーマツダのディーラーであるマツダオート名古屋（現：東海マツダ販売）。

## 概要
1958年2月、愛知県名古屋市を本拠地として『愛知マツダ硬式野球部』として創部。
1964年、都市対抗野球に初出場を果たした。
1965年1月、チーム名を『マツダオート名古屋硬式野球部』に改称した。同年の都市対抗野球には、2年連続（チーム名変更後としては初）出場を果たした。
1967年10月、自動車業界の販売合戦の厳しく会社発展のために活動休止を発表した。

## 沿革
- 1958年 - 愛知県名古屋市を本拠地に置き、『愛知マツダ』として創部。
- 1964年 - 都市対抗野球に初出場（初戦敗退）。
- 1965年 - チーム名を『マツダオート名古屋』に改称。
- 1967年 - シーズン終了後に活動終了。

## 主要大会の出場歴・最高成績
- 都市対抗野球大会 - 出場4回
- 日本産業対抗野球大会 - 出場3回
- JABA伊勢大会 - 優勝1回（1965年）

## 主な出身プロ野球選手
- 坪井新三郎（内野手） - 退団後、富士製鐵名古屋を経て、1969年ドラフト外で中日ドラゴンズに入団

## 元プロ野球選手の競技者登録
- 山崎善平（元：大洋ホエールズ、中日ドラゴンズ） - 監督→退団